# Tweede Kamerverkiezingen in het kiesdistrict Den Helder

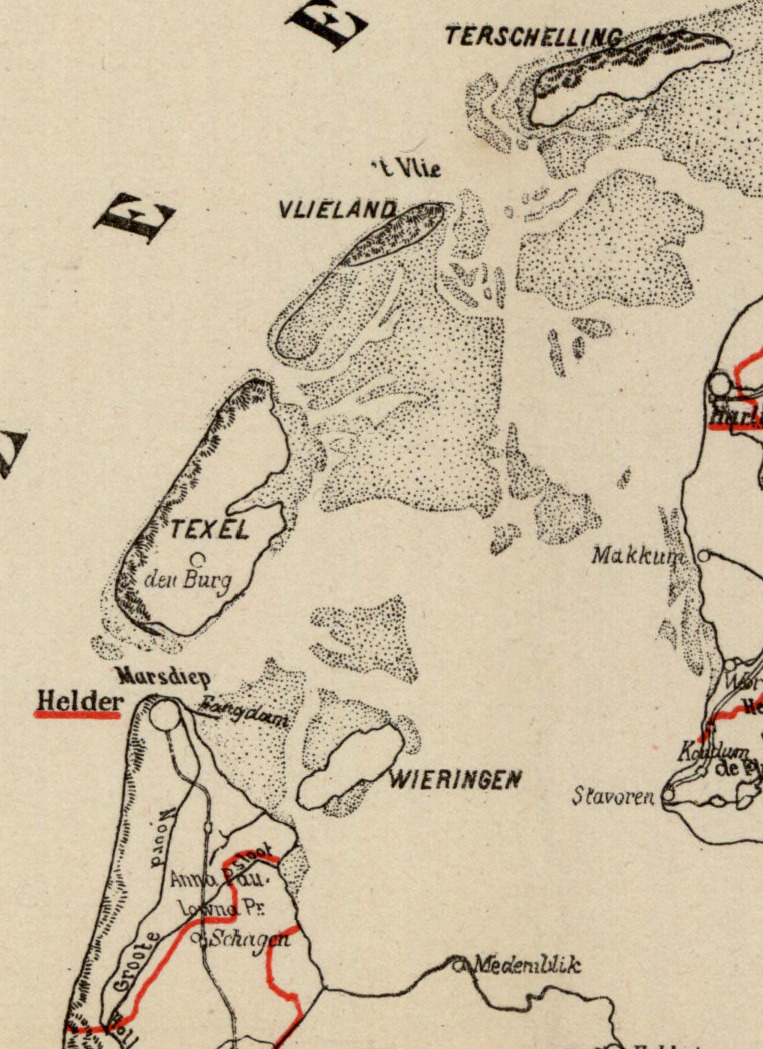
Kiesdistrict Den Helder (1888)

Tweede Kamerverkiezingen in het kiesdistrict Den Helder (1888-1918) geeft een overzicht van verkiezingen voor de Nederlandse Tweede Kamer in het kiesdistrict Den Helder in de periode 1888-1918.
Het kiesdistrict Den Helder werd ingesteld na de grondwetsherziening van 1887. Tot het kiesdistrict behoorden de volgende gemeenten: Anna Paulowna, Callantsoog, Den Helder, Petten, Terschelling, Texel, Vlieland, Wieringen en Zijpe.
Het kiesdistrict Den Helder vaardigde in dit tijdvak per zittingsperiode één lid af naar de Tweede Kamer.
Legenda
- cursief: in de eerste verkiezingsronde geëindigd op de eerste of tweede plaats, en geplaatst voor de tweede ronde;
- vet: gekozen als lid van de Tweede Kamer.

## 6 maart 1888
De verkiezingen werden gehouden na vervroegde ontbinding van de Tweede Kamer.
|                  | 6 maart | 20 maart |
| ---------------- | ------- | -------- |
| Kiesgerechtigden | 3.627   | 3.627    |
| Opkomst          | 2.775   | 2.788    |
| Geldige stemmen  | 2.768   | 2.783    |
| Blanco stemmen   | 6       | 2        |
| Kandidaten       |         |          |
| S.T. Land        | 1.072   | 1.779    |
| H.W. van Marle   | 973     | 1.004    |
| D.C. Loman       | 705     |          |

## 9 juni 1891
De verkiezingen werden gehouden na ontbinding van de Tweede Kamer.
|                  | 9 juni |
| ---------------- | ------ |
| Kiesgerechtigden | 3.725  |
| Opkomst          | 1.434  |
| Geldige stemmen  | 1.417  |
| Blanco stemmen   | 16     |
| Kandidaten       |        |
| S.T. Land        | 1.044  |
| H.W. van Marle   | 281    |
| D. de Clercq     | 62     |

## 10 april 1894
De verkiezingen werden gehouden na vervroegde ontbinding van de Tweede Kamer.
|                  | 10 april |
| ---------------- | -------- |
| Kiesgerechtigden | 3.700    |
| Opkomst          | 1.240    |
| Geldige stemmen  | 1.198    |
| Blanco stemmen   | 37       |
| Kandidaten       |          |
| S.T. Land        | 1.021    |
| J. Timmer        | 77       |

## 30 oktober 1894
Simon Land, gekozen bij de verkiezingen van 10 april 1894, overleed op 7 oktober 1894. Om in de ontstane vacature te voorzien werd een tussentijdse verkiezing gehouden. 
|                    | 30 oktober | 13 november |
| ------------------ | ---------- | ----------- |
| Kiesgerechtigden   | 3.711      | 3.711       |
| Opkomst            | 1.958      | 2.324       |
| Geldige stemmen    | 1.948      | 2.257       |
| Blanco stemmen     | 6          | 66          |
| Kandidaten         |            |             |
| A.P. Staalman      | 558        | 1.254       |
| J.J. Kraakman      | 281        | 1.003       |
| H. van Calcar      | 256        |             |
| J.C. Jansen        | 243        |             |
| J.J. Stooker       | 213        |             |
| P.C.F. Frowein     | 158        |             |
| J.G. van den Bosch | 91         |             |
| J. Korver          | 75         |             |
| J.B. Verhey        | 40         |             |

## 15 juni 1897
De verkiezingen werden gehouden na ontbinding van de Tweede Kamer.
|                    | 15 juni | 25 juni |
| ------------------ | ------- | ------- |
| Kiesgerechtigden   | 6.598   | 6.598   |
| Opkomst            | 5.321   | 5.426   |
| Geldige stemmen    | 5.245   | 5.374   |
| Blanco stemmen     | 76      | 52      |
| Kandidaten         |         |         |
| A.P. Staalman      | 2.535   | 2.918   |
| C. Lely            | 1.842   | 2.456   |
| H.J.A.M. Schaepman | 775     |         |
| J. Korver          | 77      |         |
| J.C. Jansen        | 16      |         |

## 14 juni 1901
De verkiezingen werden gehouden na ontbinding van de Tweede Kamer.
|                   | 14 juni |
| ----------------- | ------- |
| Kiesgerechtigden  | 6.816   |
| Opkomst           | 5.251   |
| Geldige stemmen   | 5.207   |
| Blanco stemmen    | 44      |
| Kandidaten        |         |
| A.P. Staalman     | 2.683   |
| C.S. Jaring       | 2.138   |
| F.W.N. Hugenholtz | 386     |

## 16 juni 1905
De verkiezingen werden gehouden na ontbinding van de Tweede Kamer.
|                  | 16 juni |
| ---------------- | ------- |
| Kiesgerechtigden | 7.641   |
| Opkomst          | 6.175   |
| Geldige stemmen  | 6.096   |
| Blanco stemmen   | 79      |
| Kandidaten       |         |
| C.V. Gerritsen   | 3.111   |
| A.P. Staalman    | 2.276   |
| L. Adriaanse     | 491     |
| A.H. Gerhard     | 218     |

## 4 augustus 1905
Carel Gerritsen, gekozen bij de verkiezingen van 16 juni 1905, overleed op 5 juli 1905, nog voordat hij geïnstalleerd was. Om in de ontstane vacature te voorzien werd een tussentijdse verkiezing gehouden.
|                  | 4 augustus |
| ---------------- | ---------- |
| Kiesgerechtigden | 7.641      |
| Opkomst          | 6.418      |
| Geldige stemmen  | 6.358      |
| Blanco stemmen   | 60         |
| Kandidaten       |            |
| Z. van den Bergh | 3.420      |
| A.P. Staalman    | 2.938      |

## 11 juni 1909
De verkiezingen werden gehouden na ontbinding van de Tweede Kamer.
|                  | 11 juni | 23 juni |
| ---------------- | ------- | ------- |
| Kiesgerechtigden | 8.402   | 8.402   |
| Opkomst          | 6.891   | 7.220   |
| Geldige stemmen  | 6.834   | 7.173   |
| Blanco stemmen   | 57      | 47      |
| Kandidaten       |         |         |
| T.H. de Meester  | 3.128   | 3.891   |
| A.P. Staalman    | 2.950   | 3.282   |
| C. Thomassen     | 659     |         |
| F. Fokkens       | 97      |         |

## 17 juni 1913
De verkiezingen werden gehouden na ontbinding van de Tweede Kamer.
|                          | 17 juni | 25 juni |
| ------------------------ | ------- | ------- |
| Kiesgerechtigden         | 9.031   | 9.031   |
| Opkomst                  | 7.399   | 6.085   |
| Geldige stemmen          | 7.330   | 5.995   |
| Blanco stemmen           | 69      | 90      |
| Kandidaten               |         |         |
| T.H. de Meester          | 2.778   | 3.486   |
| C. Thomassen             | 2.171   | 2.509   |
| A.P. Staalman            | 1.220   |         |
| C.J. van der Hegge Spies | 1.161   |         |

## 15 mei 1917
Theo de Meester, gekozen bij de verkiezingen van 17 en 25 juni 1913, trad op 30 maart 1917 af vanwege zijn benoeming als lid van de Raad van State. Om in de ontstane vacature te voorzien werd een tussentijdse verkiezing gehouden.
|                  | 15 mei | 22 mei |
| ---------------- | ------ | ------ |
| Kiesgerechtigden | 9.953  | 9.953  |
| Opkomst          | 6.472  | 6.227  |
| Geldige stemmen  | 6.385  | 6.089  |
| Blanco stemmen   | 87     | 138    |
| Kandidaten       |        |        |
| P.J. Oud         | 2.264  | 3.341  |
| C. Thomassen     | 2.128  | 2.748  |
| A.P. Staalman    | 1.993  |        |

## 15 juni 1917
De verkiezingen werden gehouden na ontbinding van de Tweede Kamer.
|                  | 15 juni |
| ---------------- | ------- |
| Kiesgerechtigden | 9.953   |
| Opkomst          | 6.285   |
| Geldige stemmen  | 6.211   |
| Blanco stemmen   | 74      |
| Kandidaten       |         |
| P.J. Oud         | 3.222   |
| A.P. Staalman    | 2.989   |

## Opheffing
De verkiezing van 1917 was de laatste verkiezing voor het kiesdistrict Den Helder. In 1918 werd voor verkiezingen voor de Tweede Kamer overgegaan op een systeem van evenredige vertegenwoordiging met kandidatenlijsten van politieke partijen.